# Microphotina vitripennis
Microphotina vitripennis es una especie de mantis de la familia Mantidae. Es el único miembro del género monotípico Microphotina.

## Distribución geográfica
Se encuentra en Brasil, Guayana Francesa y  Venezuela.